# Sermiarsuit
Sermiarsuit [ˌsɜmːiˈɑsːuit] (nach alter Rechtschreibung Sermiarssuit) ist eine wüst gefallene grönländische Siedlung im Distrikt Uummannaq in der Avannaata Kommunia.

## Lage
Sermiarsuit liegt an der Nordküste der Halbinsel Nuussuaq am Fjord Uummannap Kangerlua. Elf Kilometer nördlich liegt Uummannaq. Der nächste bewohnte Ort auf der Halbinsel ist Qaarsut 26 km nordwestlich.

## Geschichte
Sermiarsuit war möglicherweise bereits seit dem 18. Jahrhundert durchgehend bewohnt. 1793 lebten dort 25 Menschen, von denen 16 noch ungetauft waren. Fünf Jahre später wurden 21 Personen gezählt, die mittlerweile alle getauft waren. 1805 lebten nur noch 18 Menschen in Sermiarsuit. 1850 waren es wieder 84 und 1905 57.
1915 lebten 47 Personen in Sermiarsuit, die in sieben Häusern wohnten. Es gab 14 Jäger, von denen einer als Leser arbeitete, sowie einen Fischer. 1935 wurde eine Schulkapelle gebaut und später ein kleines Fischhaus. 1952 fingen die Fischer im Ort nur 232 kg Fisch pro Kopf. Bis 1947 stieg die Einwohnerzahl auf 75 Personen an. Anschließend ging sie wieder zurück und seit 1964 ist der Wohnplatz verlassen.
Sermiarsuit war bis 1950 der einzige Wohnplatz in der Gemeinde Uummannaq. Anschließend wurde der Ort in die neue Gemeinde Uummannaq eingegliedert.